# Бліндія гостра
Бліндія гостра (Blindia acuta) — вид мохів порядку гріміальних (Grimmiales).

## Поширення
Батьківщиною є Європа, Макаронезія, Північна Америка, Південна Америка, Азія, Австралія.

## Характеристика
Рослини стрункі, 2–10 см заввишки, знизу зеленувато-жовті до коричневих, зазвичай досить блискучі, у пухких пучках. Стебла прямі, розгалужені чи нерозгалужені, ризоїди при основі. Листки прямовисно-розпростерті, рівномірно розташовані в рядах, ланцетні, при основі широкі, поступово шилуваті, 1.5–3.5 мм завдовжки; краї прямі або злегка загнуті, цілі, іноді злегка зубчасті на кінчику. Дводомний. Коробочкові ніжки 5–8 мм, жовтувато-коричневі, прямі в сухому стані, згорнуто зігнуті у вологому вигляді. Коробочки витягнуті, обернено-яйцеподібні чи коротко грушоподібні, наявна коротка шийка.